# Municipio de Grant (condado de Union)
El municipio de Grant (en inglés: Grant Township) es un municipio ubicado en el condado de Union en el estado estadounidense de Iowa. En el año 2010 tenía una población de 265 habitantes y una densidad poblacional de 2,87 personas por km².

## Geografía
El municipio de Grant se encuentra ubicado en las coordenadas 40°56′7″N 94°17′51″O / 40.93528, -94.29750. Según la Oficina del Censo de los Estados Unidos, el municipio tiene una superficie total de 92.21 km², de la cual 91,73 km² corresponden a tierra firme y (0,52 %) 0,48 km² es agua.

## Demografía
Según el censo de 2010, había 265 personas residiendo en el municipio de Grant. La densidad de población era de 2,87 hab./km². De los 265 habitantes, el municipio de Grant estaba compuesto por el 99,25 % blancos, el 0,38 % eran asiáticos y el 0,38 % eran de una mezcla de razas. Del total de la población el 0,38 % eran hispanos o latinos de cualquier raza.